# Yola nigrosignata
Yola nigrosignata är en skalbaggsart som beskrevs av Régimbart 1895. Yola nigrosignata ingår i släktet Yola och familjen dykare. Inga underarter finns listade i Catalogue of Life.